# Diccionario de la lengua española

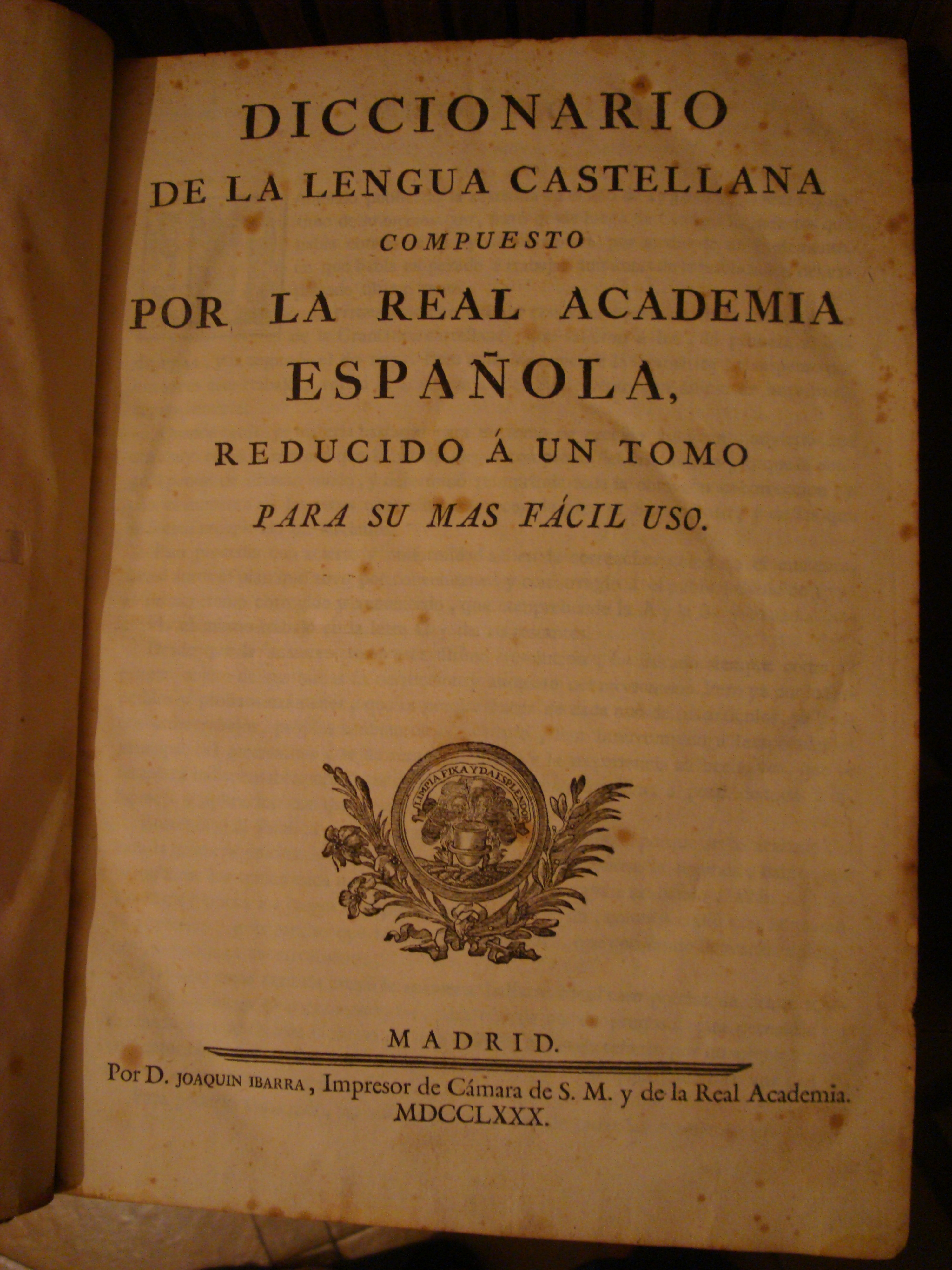
Edició de 1780.

El Diccionario de la lengua española (oficialment, DLE — DRAE, corresponent a Diccionario de la Real Academia Española) és un diccionari normatiu del castellà editat per la Reial Acadèmia Espanyola. La primera edició va ser el 1780 i avui dia hi ha desenes d'edicions. Actualment és editat i elaborat per la RAE, amb l'ajut de l'Associació d'Acadèmies de la Llengua Espanyola.

## Antecedents

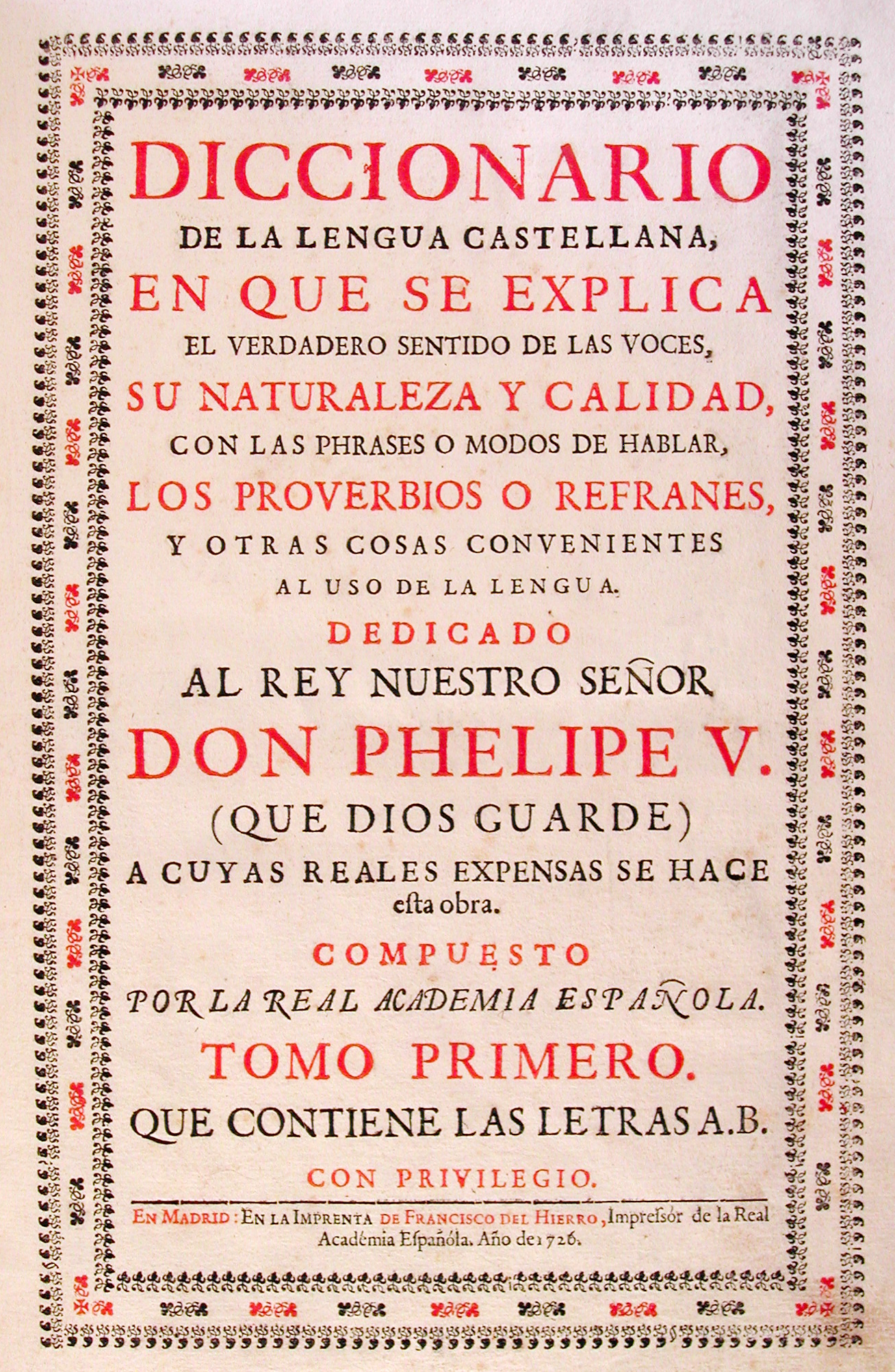
Diccionario autoridades 1726-1739

El primer diccionari d'aquesta institució fou el Diccionario de autoridades (1726-1739), un repertori lexicogràfic en el que s'explica el sentit de les paraules i la seva naturalesa, proverbis, refranys i altres usos de la llengua. L'obra ens
 constitueix per als escriptors de l'època i queda anotat al pròleg que <<han tratado la Lengua Española con la mayor propiedad y elegancia: conociéndose por ellos su buen jucio, claridad y proporción, con cuyas autoridades están afinanzadas las voces>>.
El 1770 es fa una segona edició del diccionari reduïda a les dues primeres lletres de l'alfabet.

## Edicions
- 1780. Va ser el primer Diccionari de la sèrie que va registrar 46 000 lemes.
- 1803. La 4a edició conté aproximadament 59.000 lemes.
- 1869. L'11a edició va registrar 47.000 lemes.
- 1884. La 12a edició va recollir aproximadament 51.000 lemes.
- 1925. La 15a edició conté aproximadament 67.000 lemes.
- 1992. La 21a edició va registrar 83.000 lemes.
- 2001. La 22a Recull més de 88.000 lemes.
- 2014. La 23a edició registra més de 93.000 lemes.[2]

## Formats
Fins a la 21a edició el Diccionari va ser publicat exclusivament en paper. L'any 2001 es va afegir una edició en CD-Rom i paper. La 22a edició va ser publicada en tres formats, paper, CD-Rom i via en línia amb accés gratuït. Actualment la versió en línia és un híbrid de la versió més recent la 22a i la futura 23a edició.
 